# Rauvolfioideae
Die Rauvolfioideae sind eine Unterfamilie in der Pflanzenfamilie der Hundsgiftgewächse (Apocynaceae).

## Beschreibung

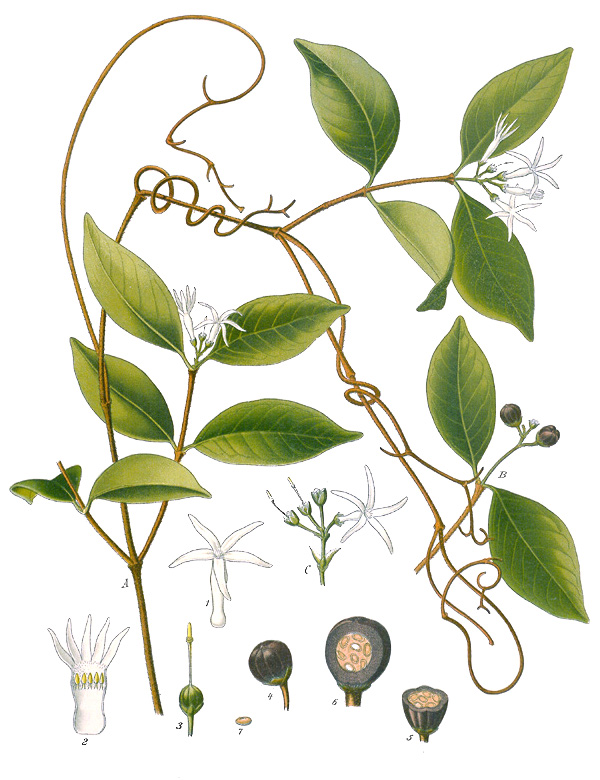
Tribus Willughbeieae: Illustration von Landolphia watsoniana aus Köhler's Medizinalpflanzen

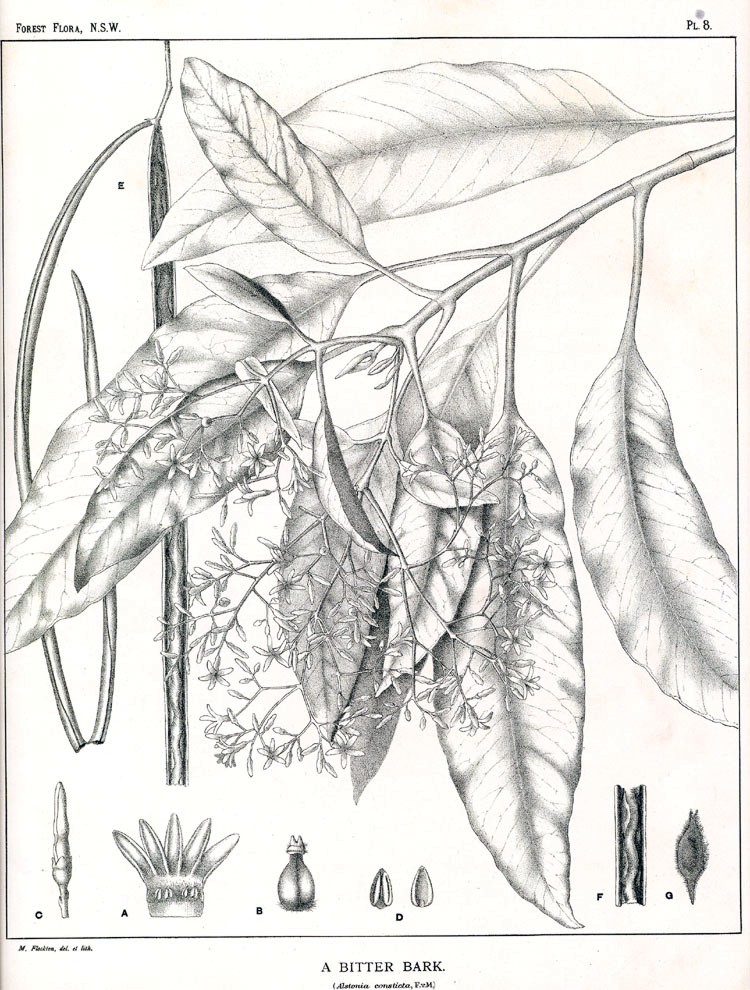
Tribus Alstonieae: Illustration von Alstonia constricta

### Vegetative Merkmale
Es sind verholzende Pflanzen, die als Sträucher, Bäume oder Lianen wachsen, oder ausdauernde krautige Pflanzen. Die meist gegenständig angeordneten Laubblätter sind einfach.

### Generative Merkmale
Die zwittrigen Blüten sind fünfzählig mit doppelter Blütenhülle. Die fünf Kronblätter sind röhrig verwachsen. Es ist nur ein Kreis mit fünf zusammenhängenden Staubblättern vorhanden. Die Pollenkörner sind porat. Die zwei Fruchtblätter sind frei (apokarp) oder verwachsen (synkarp).
Es werden Beeren, Steinfrüchte oder Balgfrüchte gebildet.

## Systematik

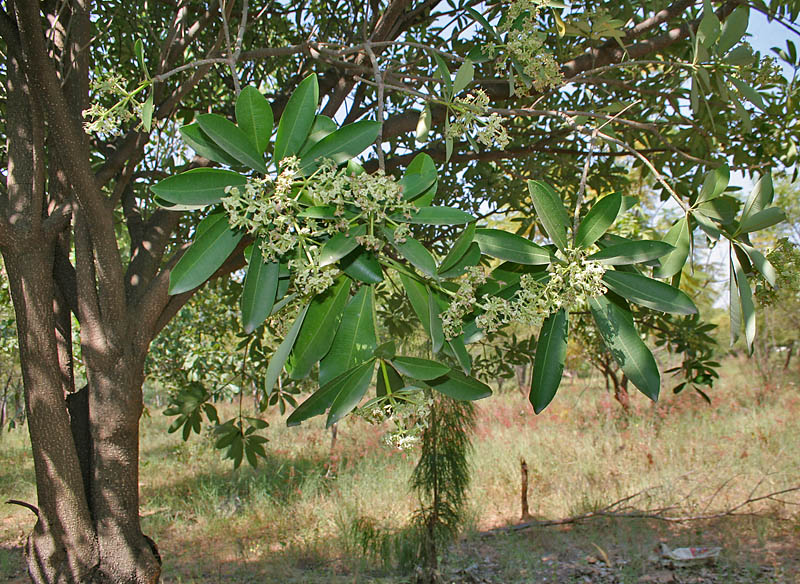
Tribus Alstonieae: Alstonia scholaris

Tribus Alyxieae: Alyxia oliviformis

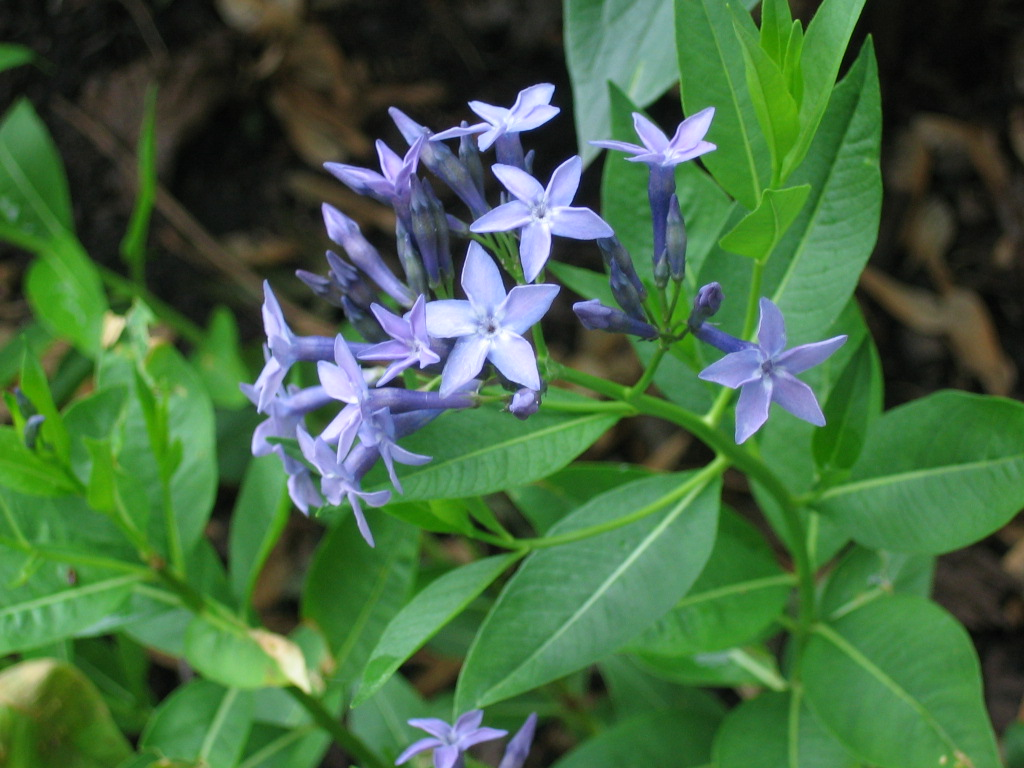
Tribus Amsonieae: Amsonia orientalis

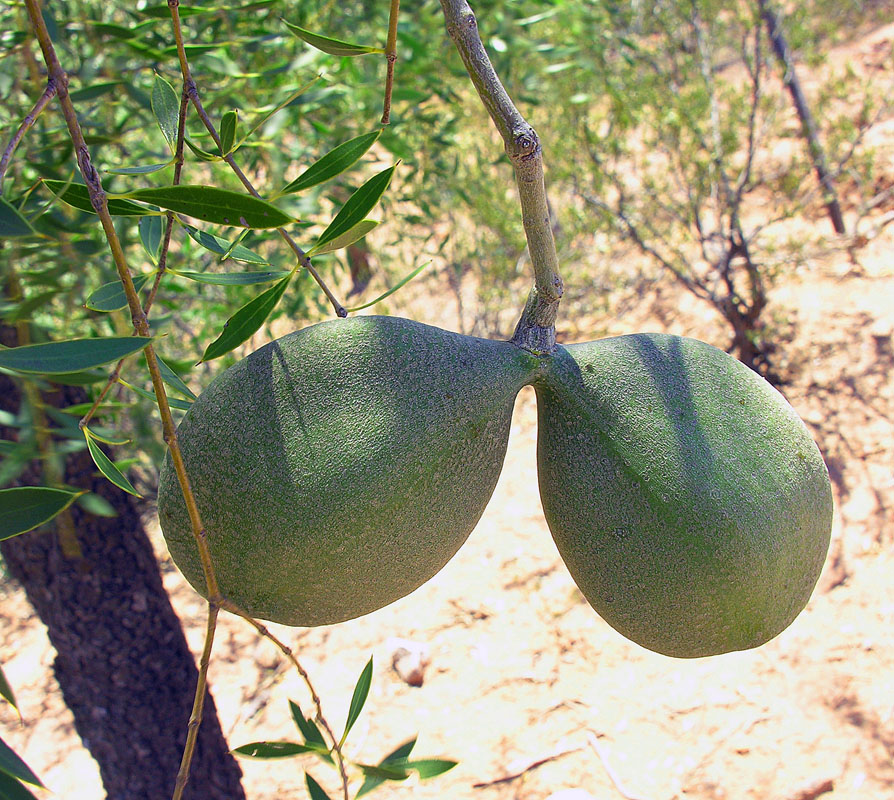
Tribus Aspidospermeae: Aspidosperma quebracho-blanco

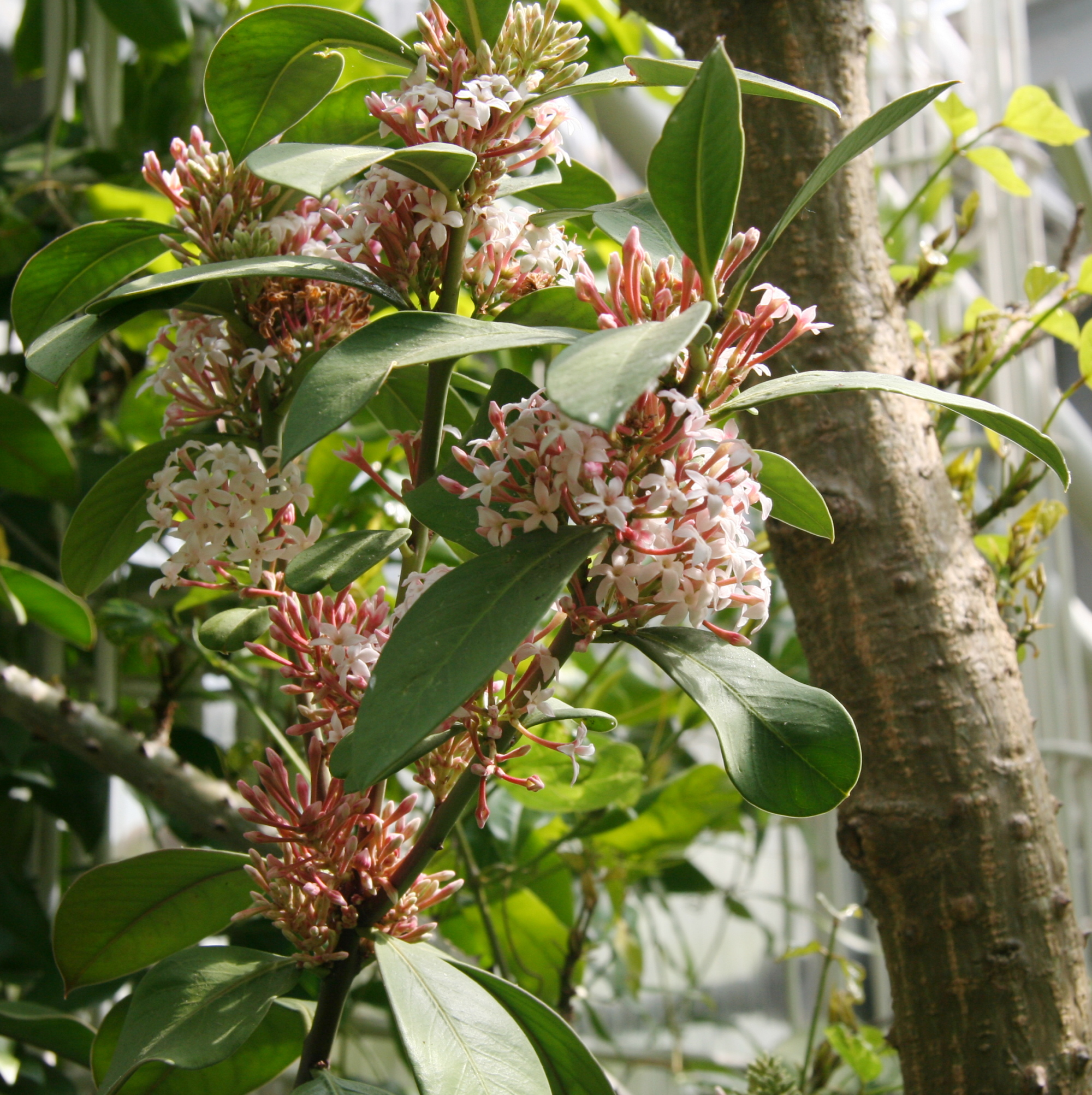
Tribus Carisseae: Acokanthera oblongifolia

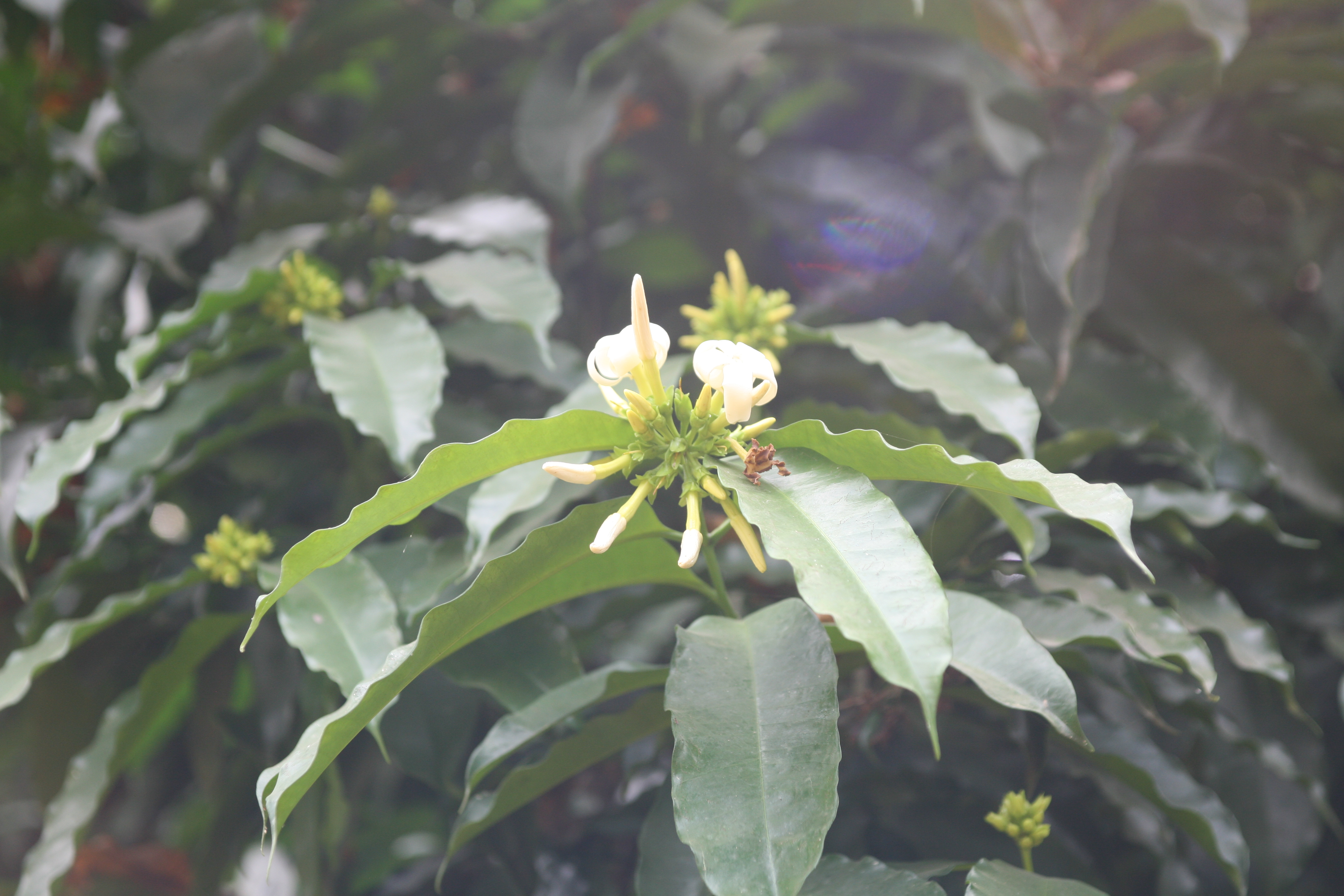
Tribus Hunterieae: Picralima nitida

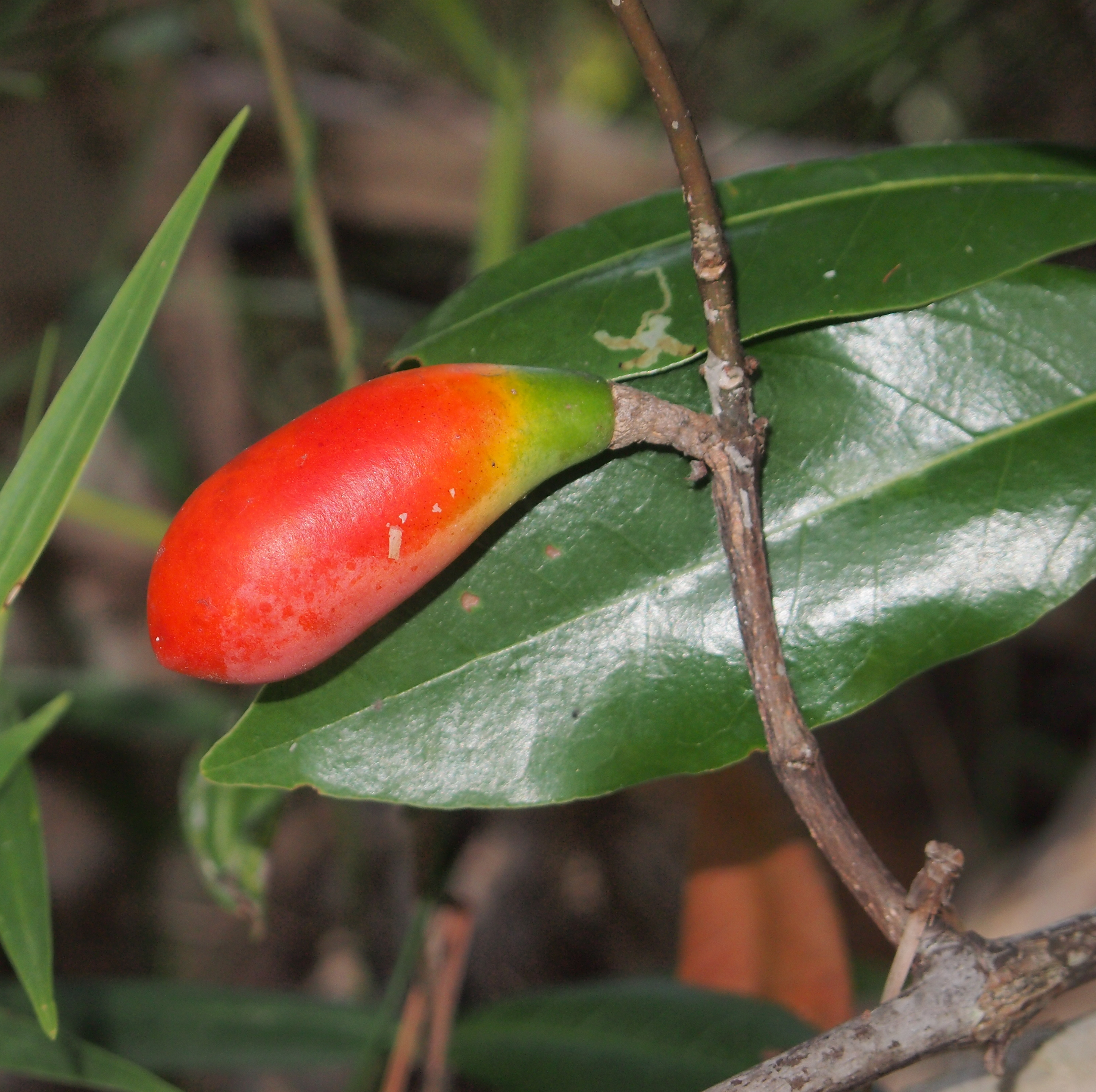
Tribus Melodineae: Melodinus australis fruchtend

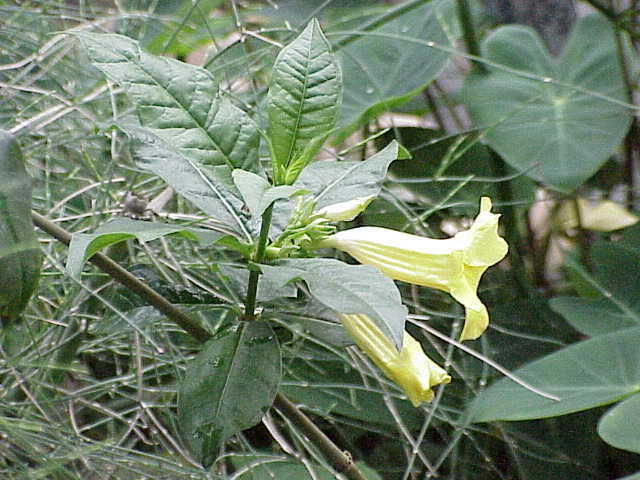
Tribus Plumerieae: Allamanda schottii

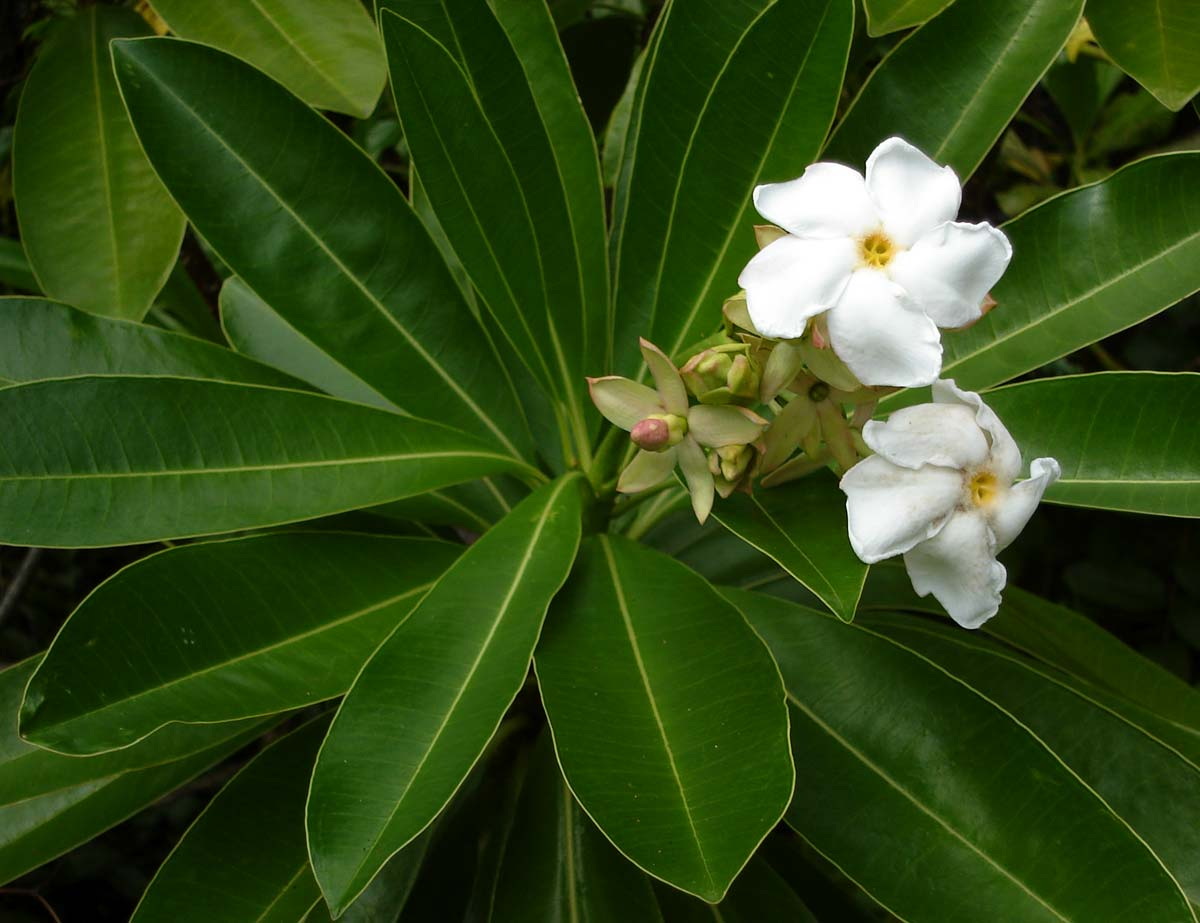
Tribus Plumerieae: Selbstmordbaum (Cerbera odollam)

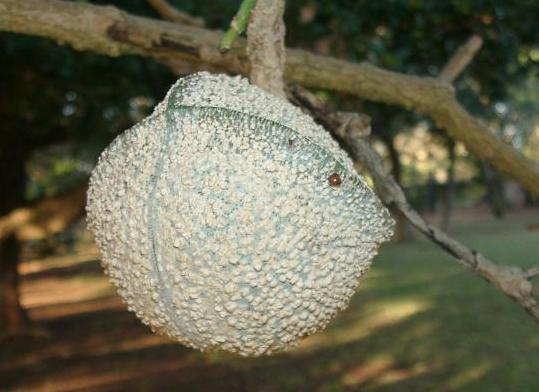
Tribus Tabernaemontaneae: Zierlicher Krötenbaum (Tabernaemontana elegans)

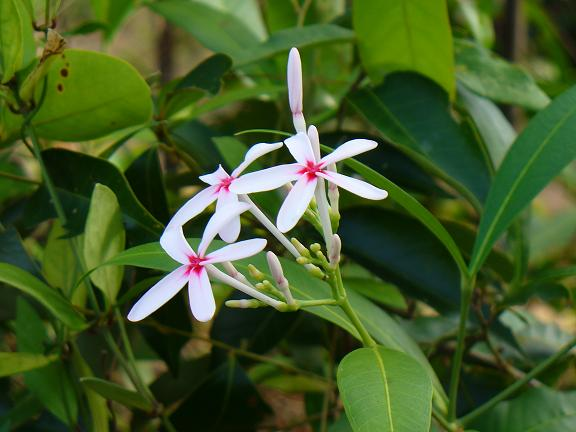
Tribus Vinceae: Kopsia fruticosa

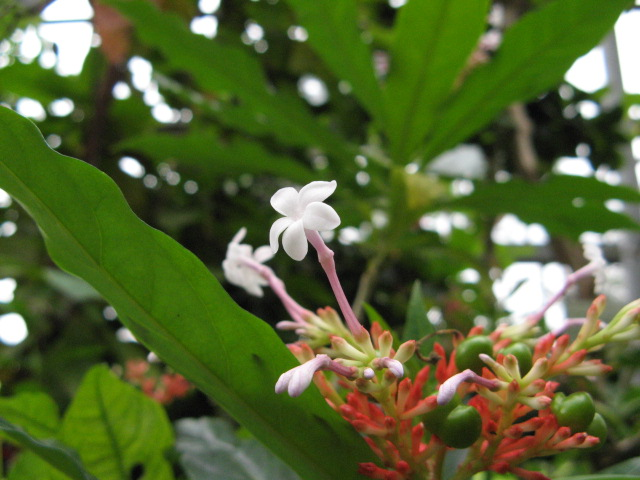
Tribus Vinceae: Indische Schlangenwurzel (Rauvolfia serpentina)

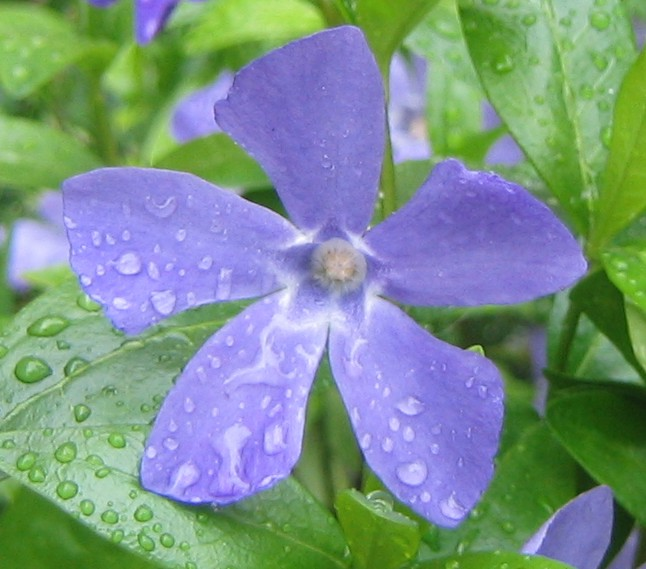
Tribus Vinceae: Blüte des Kleinen Immergrün (Vinca minor)

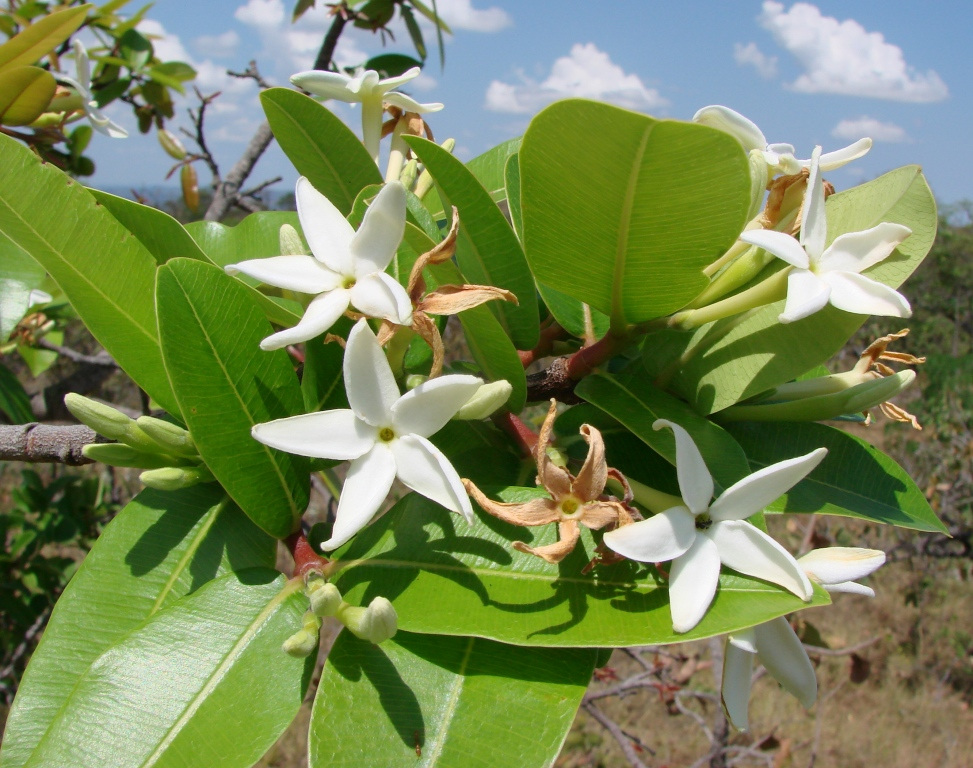
Tribus Willughbeieae: Zweig mit Laubblättern und Blüten von Hancornia speciosa

Der erste Verwendung zur Gruppierung der Familie – noch als „Rauwolfieae“ – erfolgte 1834 durch Vincenz Franz Kosteletzky. Die Unterfamilie Rauvolfioideae wurde Simões 2007 in die neun Tribus: Carisseae, Chilocarpeae, Ambelanieae, Macoubeae, Tabernaemontaneae, Plumerieae,  Alyxieae, Cerbereae sowie Allamandeae, von denen die drei Tribus Chilocarpeae, Macoubeae sowie Allamandeae jeweils nur eine Gattung enthalten.
Die Unterfamilie Rauvolfioideae wird seit Endress 2014 in elf Tribus gegliedert. Sie umfasste nach Endress 2007 83 Gattungen und enthält seit 2010 79 Gattungen:
- Tribus Alstonieae G.Don: Sie enthält etwa zwei Gattungen:[3]
  - Alstonia R.Br. nom. cons.: Die etwa 44 Arten sind von Mexiko bis zum tropischen Zentralamerika und vom tropischen Afrika bis zu den Inseln im südlichen Pazifik verbreitet.[6] Darunter:
    - Alstonia scholaris (L.) R.Br.
    - Alstonia congensis Engl.

  - Dyera Hook.f.: Die etwa zwei Arten sind in Thailand und im westlichen Malesien verbreitet,[6] beispielsweise:
    - Dyera costulata (Miq.) Hook.f.: Sie kommt in Südostasien, Borneo, Malaya, Sumatra und in Thailand vor.[6]

- Tribus Alyxieae G.Don: Sie enthält etwa sieben Gattungen:[3]
  - Alyxia Banks ex R.Br. nom. cons.: Die etwa 106 Arten sind vom tropischen und subtropischen Asien bis zu den Inseln im Pazifik verbreitet.[6]
  - Chilocarpus Blume: Die etwa 14 Arten sind von Indochina bis Neuguinea verbreitet.[6]
  - Condylocarpon Desf.: Die etwa sieben Arten sind in der Neotropis verbreitet.[6]
  - Lepinia Decne.: Die etwa vier Arten kommen von Neuguinea bis zu Inseln im Pazifik vor.[6]
  - Lepiniopsis Valeton: Die zwei Arten kommen von Malesien bis Neuguinea und den Karolinen vor.[6]
  - Plectaneia Thouars: Die etwa drei Arten kommen nur auf Madagaskar vor.[6]
  - Pteralyxia K.Schum.: Die etwa zwei Arten kommen nur auf Hawaii vor.[6]

- Tribus Amsonieae M.E.Endress: Sie wurde 2014 aufgestellt und enthält nur eine Gattung.[3]
  - Amsonien (Amsonia Walter, Syn.: Ansonia Raf.): Die etwa 18 Arten sind von der Balkanhalbinsel bis ins gemäßigte Ostasien und von den zentralen sowie südöstlichen Vereinigten Staaten bis Mexiko verbreitet.[6]

- Tribus Aspidospermeae Miers: Sie enthält etwa sechs Gattungen:[3]
  - Aspidosperma Mart. & Zucc. nom. cons.: Die etwa 67 Arten sind in der Neotropis verbreitet.[6] Darunter:
    - Aspidosperma quebracho-blanco Schltdl.: Aus dem südöstlichen Bolivien, Süd-Brasilien, Nord-Argentinien, Paraguay und Uruguay.
    - Aspidosperma polyneuron Müll.Arg.: Aus dem südlichen bis zentralen sowie nordöstlichen Brasilien, nordöstlichen Argentinien, Paraguay bis nach Bolivien und Venezuela, Peru, Kolumbien, Ecuador.

  - Geissospermum Allemão: Die etwa sechs Arten sind im tropischen Südamerika verbreitet.[6]
    - Geissospermum laeve (Vell.) Miers: Sie kommt vom nördlichen bis nordöstlichen Brasilien und in den Guyanas vor.

  - Haplophyton A.DC.: Die etwa zwei Arten sind von den südlichen Vereinigten Staaten bis Mexiko sowie Guatemala und Kuba verbreitet.[6]
  - Microplumeria Baill.: Es gibt nur eine Art:
    - Microplumeria anomala (Müll.Arg.) Markgr.: Sie kommt im venezolanischen Bundesstaat Amazonas, in Kolumbien und Brasilien vor.[6]

  - Strempeliopsis Benth.: Die etwa zwei Arten kommen auf Kuba und Jamaika vor.[6]
  - Vallesia Ruiz & Pav.: Die etwa elf Arten sind in der Neotropis verbreitet.[6]

- Tribus Carisseae Dumort.: Sie enthält etwa zwei Gattungen:[3]
  - Acokanthera G.Don: Die etwa fünf Arten sind von Äthiopien bis zum südlichen Afrika und auf der Arabischen Halbinsel verbreitet.[6]
  - Wachsbäume (Carissa L. nom. cons.): Die etwa neun Arten sind von Afrika bis Indochina und von Australien bis Neukaledonien verbreitet.[6]

- Tribus Hunterieae Miers: Sie enthält etwa vier Gattungen:[3]
  - Gonioma E.Mey.: Die zwei Arten kommen im südlichen Afrika und auf Madagaskar vor.[6]
  - Hunteria Roxb.: Die etwa zwölf Arten sind vom tropischen Afrika bis ins westliche Malesien verbreitet.[6]
  - Picralima Pierre: Es gibt nur eine Art:
    - Picralima nitida (Stapf) T.Durand & H.Durand: Sie kommt vom tropischen Westafrika bis Uganda vor.[6]

  - Pleiocarpa Benth.: Die etwa sechs Arten kommen im tropischen Afrika vor.[6]

- Tribus Melodineae G.Don: Sie enthält etwa vier[3] bis fünf Gattungen:
  - Craspidospermum Bojer ex A.DC.: Es gibt nur eine Art:
    - Craspidospermum verticillatum Bojer ex Decne.: Sie kommt im zentralen und östlichen Madagaskar vor.[6]

  - Diplorhynchus Welw. ex Ficalho & Hiern: Es gibt nur eine Art:
    - Diplorhynchus condylocarpon (Müll.Arg.) Pichon: Sie kommt von der Demokratischen Republik Kongo bis Tansania und im nördlichen Namibia vor.[6]

  - Melodinus J.R.Forst. & G.Forst.: Die etwa 24 Arten sind vom tropischen und subtropischen Asien bis zu den Inseln im westlichen Pazifik verbreitet.[6]
  - Pycnobotrya Benth.: Es gibt nur eine Art:[6]
    - Pycnobotrya nitida Benth. (Syn.: Pycnobotrya multiflora K.Schum. ex Stapf): Sie kommt im tropischen Afrika vom südlichen Nigeria, Gabun sowie Kamerun bis zur Demokratischen Republik Kongo vor.[6]

  - Stephanostegia Baill.: Die etwa zwei Arten kommen auf Madagaskar vor.[6]

- Tribus Plumerieae E.Mey.: Sie enthält etwa zehn Gattungen:[3]
  - Dschungelglocken (Allamanda L.): Die etwa 15 Arten sind in der Neotropis verbreitet.[6]
  - Anechites Griseb.: Es gibt nur eine Art:
    - Anechites nerium (Aubl.) Urb.: Sie kommt von Zentralamerika bis Peru und Venezuela und auf karibischen Inseln verbreitet.[6]

  - Cameraria L.: Die etwa sieben Arten sind vom südöstlichen Mexiko bis Zentralamerika und auf karibischen Inseln verbreitet.[6]
  - Cerbera L.: Die etwa sechs Arten kommen in Tansania und von den Inseln im westlichen Indischen Ozean bis zu den Inseln im westlichen Pazifik vor.[6]
  - Cerberiopsis Vieill. ex Pancher & Sébert: Die etwa drei Arten kommen nur in Neukaledonien vor.[6]
  - Himatanthus Willd. ex Schult.: Die etwa neun Arten sind vom tropischen Zentral- und tropischen Südamerika verbreitet.[6]
  - Mortoniella Woodson: Es gibt nur eine Art:
    - Mortoniella pittieri Woodson: Sie kommt in Zentralamerika vor.[6]

  - Plumeria L.: Die etwa 19 Arten sind von Mexiko über Zentralamerika bis ins nördliche Südamerika und von Florida bis zu den karibischen Inseln verbreitet.[6]
  - Skytanthus Meyen: Die etwa drei Arten sind von Peru bis Chile und in Brasilien verbreitet.[6]
  - Thevetia L. nom. cons: Die etwa drei Arten sind in Kuba und von Mexiko bis ins tropische Südamerika verbreitet.[6]

- Tribus Tabernaemontaneae G.Don: Sie wird in zwei Subtribus gegliedert[5] und enthält etwa 19 Gattungen (einige davon gelten bei manchen Autoren als Synonyme):[3]
  - Subtribus Ambelaniinae (Pichon ex Boiteau & al.) A.O.Simões & M.E.Endress: Die etwa sieben Arten sind in der Neotropis verbreitet:
    - Ambelania Aubl.: Die etwa drei Arten sind im tropischen Südamerika verbreitet.[6]
      - Ambelania acida Aubl.: Nördliches und nordöstliches Brasilien, den Guyanas und aus Venezuela bis Peru

    - Macoubea Aubl.: Die etwa drei Arten sind vom tropischen Zentral- bis tropischen Südamerika verbreitet.[6]
    - Molongum Pichon: Die etwa drei Arten sind im tropischen Südamerika verbreitet.[6]
    - Mucoa Zarucchi: Die etwa zwei Arten sind im tropischen Südamerika verbreitet.[6]
    - Neocouma Pierre: Die etwa gibt zwei Arten sind im tropischen Südamerika verbreitet.[6]
    - Rhigospira Miers: Es gibt nur eine Art:
      - Rhigospira quadrangularis (Müll.Arg.) Miers: Sie kommt im tropischen Südamerika vor.[6]

    - Spongiosperma Zarucchi: Die etwa sechs Arten sind im tropischen Südamerika verbreitet.[6]

  - Subtribus Tabernaemontaninae K.Schum.:
    - Callichilia Stapf: Die etwa sechs Arten sind im tropischen Westafrika und Zentralafrika verbreitet.[6]
    - Calocrater K.Schum.: Es gibt nur eine Art:
      - Calocrater preussii K.Schum.: Sie kommt im westlich-zentralen tropischen Afrika vor.[6]

    - Carvalhoa K.Schum.: Die zwei Arten kommen im östlichen und südlichen tropischen Afrika vor.[6]
    - Crioceras Pierre: Es gibt nur eine Art:
      - Crioceras dipladeniiflorus (Stapf) K.Schum.: Sie kommt im westlich-zentralen tropischen Afrika vor.[6]

    - Schizozygia Baill.: Es gibt nur eine Art:
      - Schizozygia coffaeoides Baill.: Sie kommt vom Somalia bis Angola und auf den Komoren vor.[6]

    - Tabernaemontana L. (Syn.: Anacampta Miers, Anartia Miers, Bonafousia A.DC., Camerunia (Pichon) Boiteau, Capuronetta Markgr., Clerkia Neck., Codonemma Miers, Conopharyngia G.Don, Domkeocarpa Markgr., Ervatamia (A.DC.) Stapf, Gabunia K.Schum., Hazunta Pichon, Leptopharyngia (Stapf) Boiteau, Merizadenia Miers, Muntafara Pichon, Ochronerium Baill., Odontostigma A.Rich., Oistanthera Markgr., Pagiantha Markgr., Pandaca Noronha ex Thouars, Pandacastrum Pichon, Peschiera A.DC., Phrissocarpus Miers, Pterotaberna Stapf, Protogabunia Boiteau, Quadricasaea Woodson, Reichardia Dennst., Rejoua Gaudich., Sarcopharyngia (Stapf) Boiteau, Stemmadenia Benth., Stenosolen (Müll.Arg.) Markgr., Taberna Miers, Testudipes Markgr., Woytkowskia Woodson): Die etwa 120 Arten sind in den Tropen und Subtropen verbreitet.[6][5]
    - Tabernanthe Baill.: Die zwei Arten kommen von Kamerun bis Angola vor.[6]
    - Voacanga Thouars: Die etwa 13 Arten sind vom tropischen bis südlichen Afrika, auf Madagaskar und von Malesien bis Queensland verbreitet.[6] Darunter beispielsweise:
      - Voacanga africana Stapf

- Tribus Vinceae Duby: Sie enthält nach Simões et al. 2016 etwa neun Gattungen mit etwa 153 Arten:[7]
  - Catharanthen (Catharanthus G.Don, Syn.: Ammocallis Small, Lochnera Rchb. ex Endl. nom. illeg.): Die etwa neun  Arten kommen auf Madagaskar und auf dem Indischen Subkontinent vor.[6]
  - Kamettia Kostel. (Syn.: Ellertonia Wight nom. illeg.): Die etwa zwei Arten kommen in Indien und in Thailand vor.[6]
  - Kopsia Blume nom. cons.: Die etwa 24 Arten kommen vom südlichen China bis zu den Inseln des westlichen Pazifik vor.[6]
  - Laxoplumeria Markgr. (Syn.: Bisquamaria Richon): Die seit 2018 etwa fünf Arten sind von Panama bis ins tropische Südamerika verbreitet.[6][7]
  - Ochrosia Juss. (Syn.: Ochrosion St.-Lag. orth. var., Bleekeria Hassk.,  Calpicarpum G.Don, Diderota Comm. ex A.DC., Excavatia Markgr., Lactaria Rumph. ex Raf., Neisosperma Raf., Pseudochrosia Blume): Die etwa 44 Arten kommen auf Inseln im Indischen und Pazifischen Ozean vor.[6]
  - Petchia Livera: Die etwa acht Arten kommen in Kamerun, in Madagaskar, auf den Komoren und in Sri Lanka vor.[6]
  - Schlangenwurz (Rauvolfia L.): Die 60[7] bis 74[6] Arten kommen von den Subtropen bis Tropen vor.
  - Tonduzia Pittier: Die etwa zwei Arten wurden von manchen Autoren zu Alstonia gestellt gehören aber in die Vinceae und nach Simões et al. 2016 bleibt diese Gattung bestehen.[6]
  - Immergrün (Vinca L., Syn.: Pervinca Mill.): Die etwa sechs Arten kommen in Europa und von Makaronesien bis Zentralasien vor.[6]

- Tribus Willughbeieae A.DC.: Sie enthält etwa 18 Gattungen:[3]
  - Ancylobothrys  Pierre: Die etwa sieben Arten sind vom tropischen bis ins südlichen Afrika und auf Madagaskar verbreitet.[6]
  - Bousigonia Pierre: Die etwa drei Arten sind von Indochina bis ins südliche China verbreitet.[6]
  - Chamaeclitandra (Stapf) Pichon: Es gibt nur eine Art:
    - Chamaeclitandra henriquesiana (Hallier f.) Pichon: Sie kommt im tropischen Zentralafrika vor.[6]

  - Clitandra Benth.: Es gibt nur eine Art:
    - Clitandra cymulosa Benth.: Sie kommt im tropischen Afrika vor.[6]

  - Couma Aubl.: Die etwa fünf Arten sind von Zentralamerika bis ins tropische Südamerika verbreitet.[6]
    - Couma utilis (Mart.) Müll.Arg.: Sie kommt im nördlichen Brasilien, Kolumbien und Venezuela vor.

  - Cyclocotyla Stapf: Es gibt nur eine Art:
    - Cyclocotyla congolensis Stapf: Sie kommt von Nigeria bis zum tropischen Zentralafrika vor.[6]

  - Cylindropsis Pierre: Es gibt nur eine Art:
    - Cylindropsis parvifolia Pierre: Sie kommt vom südlichen Nigeria bis ins westlich-zentrale tropische Afrika vor.[6]

  - Dictyophleba Pierre: Die etwa sechs Arten kommen im tropischen Afrika und auf den Komoren vor.[6]
  - Hancornia Gomes: Es gibt nur eine Art:
    - Hancornia speciosa Gomes: Sie kommt in Brasilien, Peru, Bolivien und Paraguay vor.[6]

  - Lacmellea H.Karst.: Die etwa 24 Arten sind von Zentralamerika bis ins tropische Südamerika verbreitet.[6]
    - Lacmellea edulis H.Karst.: Aus dem südöstlichen Brasilien bis ins nördliche und nordwestlichen Südamerika und nach Zentralamerika.

  - Landolphia P.Beauv. nom. cons.: Die etwa 63 Arten sind vom tropischen bis ins südliche Afrika und in Madagaskar verbreitet.[6]
  - Leuconotis Jack: Die etwa vier Arten sind von Indochina bis ins westliche Malesien verbreitet.[6]
  - Orthopichonia H.Huber: Die etwa sechs Arten sind vom tropischen Westafrika bis zum Sudan verbreitet.[6]
  - Pacouria Aubl.: Die etwa drei Arten kommen im tropischen Südamerika vor.[6]
  - Parahancornia Ducke: Die etwa sieben Arten kommen im tropischen Südamerika vor.[6]
  - Saba (Pichon) Pichon: Die etwa drei Arten kommen im tropischen Afrika, auf den Komoren und in Madagaskar vor.[6]
  - Vahadenia Stapf: Die etwa zwei Arten kommen vom tropischen Westafrika bis Angola vor.[6]
  - Willughbeia Roxb. nom. cons.: Die etwa 16 Arten sind im tropischen Asien verbreitet.[6]
    - Willughbeia edulis Roxb.: Aus dem nördlicheren Südostasien bis ins nordöstliche Indien.